# Іджлал Ар
Іджлал Ар (тур. İclal Ar; 1904 — 2 жовтня 2007) — турецька оперна співачка, одна з перших турецьких сопрано.

## Життєпис
Народилася 1904 року. Стала однією з перших оперних співачок Туреччини.
Працювала на стамбульській кіностудії «İpek Film Studios». Пропозицію режисера Мухсіна Ертугала стати акторкою відхилила. 
Під час роботи на кіностудії зблизилася зі сценаристом і поетом Назимом Хікметом, який «хоча уже був одруженим ... писав пісні для оперет, в яких діяли рудоволосі дівчата, і читав їх їй».
1933 року одружилася з колегою по студії Ведатом Аром. Незабаром після шлюбу звільнилася з роботи і зайнялася домашнім господарством. Пізніше почала працювати в стамбульському управлінні театрами.
Померла 2 жовтня 2007 року у віці 103 років.

## Кар'єра співачки
Сім'я Іджлал проводила зустрічі з друзями, на яких танцювали турецьке танго під акордеонний акомпанемент Неджіпа Джелала. Під час однієї з цих зустрічей директор стамбульського радіо Месут Джеміль запропонував Іджлал співати на радіо. Вона виступала під псевдонімом «Червоний Місяць» (тур. Kızıl Ay), обраним через її руде волосся.
У 1950-х роках у Стамбульській консерваторії почав створюватися хор під керівництвом Мухіттіна Садака. Ар вступила до нього і виступала дев'ять років, також будучи солісткою. В цей період вчилася у Мухіттіна Садака та італійського композитора і вчителя співу Італо Бранчуччі.
Перший концерт хору консерваторії відбувся 1950 року і привернув увагу. Хор з 70 осіб був незвичним явищем для тогочасної Туреччини. На концертах хору використовували музику Гайдна, Брамса і Шумана. Критик Фарук Єнер писав про виконання Іджлал Ар: «Її майбутнє як співачки сопрано після сольного виступу видавалось блискучим». Після другого концерту хору, що відбувся 1951 року і на якому Ар сольно виконала Третю пісню Еллен Шуберта, рецензія газети «Akşam» високо відзначила її співочі якості.